# リチャード・エリオット (1609年没)
リチャード・エリオット（英語: Richard EliotまたはRichard Elliot、1546年ごろ – 1609年6月22日）は、イングランド王国の庶民院議員。チャールズ1世の治世での野党活動で知られるサー・ジョン・エリオットの父。

## 生涯
トマス・エリオット（Thomas Eliot、エドワード・エリオットの三男）とジョーン（Joan、旧姓アイヴァーブルック（Ivorbrooke）、ジョン・アイヴァーブルックの娘）の長男として、1546年ごろに生まれた。
1572年4月、セント・ジャーマンズの領主（lord of the manor）である伯父ジョン（1503年以前 – 1577年4月29日）の支持を受けてセント・ジャーマンズ選挙区で庶民院議員に当選した。1577年4月29日に伯父ジョンが死去すると、その遺産を継承した。1596年に伯父の未亡人グレース（Grace、旧姓フィッツ（Fitz）、ジョン・フィッツの娘）が死去すると、ポート・エリオットの領地も継承した。
晩年は自身の死に備えて息子の後見人選びを進め、死去直前には息子の結婚を手配した。1609年6月22日に死去、24日にセント・ジャーマンズで埋葬された。

## 家族
1577年4月25日、ブリジット・カーズウェル（Bridget Carswell、1560年2月24日洗礼 – 1618年3月5日埋葬、ニコラス・カーズウェルの娘）と結婚、1男1女をもうけた。
- ジョン（1592年4月11日 – 1632年11月28日） - 政治家。チャールズ1世の治世での野党活動で知られ、ロンドン塔で獄死した。ラディグンド・ジェディ（Radigund Gedy/Radigund Gedie、1628年6月13日埋葬、リチャード・ジェディの娘）と結婚、子供あり[2]
- メアリー（1594年1月17日洗礼 – 1594年2月18日埋葬[2]）